# Urci
Urci (łac. Dioecesis Urcitanus) – stolica historycznej diecezji w Hiszpanii istejącej między III wiekiem a 1160, sufragania metropolii Toledo. Współczesne miasto Almería.
Obecnie katolickie biskupstwo tytularne ustanowione przez Pawła VI w 1969.

## Biskupi tytularni
| Lp. | Biskup                             | Funkcja                                                  | Od              | Do               |
| --- | ---------------------------------- | -------------------------------------------------------- | --------------- | ---------------- |
| 1   | Francis Xavier Sanguon Souvannasri | emerytowany wikariusz apostolski Chanthaburi (Tajlandia) | 3 kwietnia 1970 | 22 grudnia 1970  |
| 2   | Philip Sulumeti                    | biskup pomocniczy Kisumu (Kenia)                         | 28 maja 1972    | 9 grudnia 1976   |
| 3   | Jean-Paul Labrie                   | biskup pomocniczy Quebecu (Kanada)                       | 4 kwietnia 1977 | 29 lipca 2001    |
| 4   | Oscar Solis                        | biskup pomocniczy Los Angeles (USA)                      | 11 grudnia 2003 | 10 stycznia 2017 |
| 5   | Antoni Vadell Ferrer               | biskup pomocniczy Barcelony (Hiszpania)                  | 19 czerwca 2017 | 12 lutego 2022   |
| 6   | David Abadías Aurín                | biskup pomocniczy Barcelony (Hiszpania)                  | 14 lutego 2023  |                  |